# 双灯灯笼鱼
双灯灯笼鱼（学名：Myctophum lychnobium）为輻鰭魚綱燈籠魚目灯笼鱼科灯笼鱼属的鱼类。分布于印度洋、太平洋以及南海等海域，多生活于热带海区以及垂直分布约1000-0米，體長可達3.8公分。

## 扩展阅读
維基物種上的相關：双灯灯笼鱼